# HMS Inverness (1991)
HMS Inverness (M102) is een Britse mijnenjager van de Sandownklasse. Het schip is gebouwd door de Britse scheepswerf Vosper Thornycroft. De Inverness is vernoemd naar de Schotse plaats Inverness.
De Inverness heeft onder meer deelgenomen aan internationale oefeningen in Oman 2002 en 2004 in Schotland. Eind 2004 werd de Inverness uit actieve dienst genomen en werd er een koper gezocht voor het schip, een koper werd gevonden in de Baltische staat Estland. Nadat het schip in 2005 uit dienst is genomen werd het in september 2006 samen met de Sandown en Bridport aan de Estse marine verkocht.

## DeInvernessin dienst bij de Estse marine
De Estse marine nam de voormalige Inverness in april 2007 in dienst als Sakala. Het schip is genoemd naar de Sakala, een vruchtbare regio in Estland.